# 山野秀子のちいさなパティオ
『山野秀子のちいさなパティオ』（やまのひでこのちいさなパティオ）は、中国放送（RCCラジオ）のトーク番組・音楽番組である。非鉄金属メーカーのリョービが提供する。

## 放送日時
- 毎週土曜日 (12:30 - 12:55)

## 概要
1994年10月15日開始の長寿番組である。かつてRCCのアナウンサーで現在は広島県でフリーアナウンサーとして活動する山野秀子が、リスナーの心にくつろぎの中庭を届けるべく、「パティオ」（スペイン語で「中庭」）を番組タイトルとして、毎回四季の自然・風土・営み・歴史を題材に山野が淡々と語り、関連した洋楽やインストゥルメンタルを交える。
基本的にRCCラジオ（土曜日12:30 - 12:55）のみのローカル番組だが、元日はRCCをキーステーションとした全国放送で特番『リョービスペシャル 山野秀子のちいさなパティオ 新春スペシャル』が編成される。ネット局はRCCと北海道放送、東北放送、ニッポン放送、静岡放送、CBCラジオ、北日本放送、朝日放送ラジオ、RSK山陽放送、RKB毎日放送の10局で、ニッポン放送はNRNキー局、CBCラジオとRKB毎日放送はJRN単独ネット局、他はクロスネット局である。2021年から2023年はRCCのみ放送し、2024年から先述10局ネットを再開したが、2024年は元日16:10頃に能登半島地震が発生して一部ネット局で放送中断や取り止めが生じ、1月6日（土曜日）にニッポン放送とCBCラジオは振替放送を実施した。

### 2025年元日スペシャル各局放送予定時間
放送時間の早い順から記載。
太字は前年の放送時間から変更。
- 中国放送（制作局）：14:30 - 15:00
- 北日本放送：14:30 - 15:00（同時ネット）
- RKB毎日放送：14:30 - 15:00（同時ネット）
- ニッポン放送：15:00 - 15:30[2]
- 北海道放送：15:30 - 16:00
- RSK山陽放送：16:05 - 16:35[3]
- CBCラジオ：16:30 - 17:00[4]
- 朝日放送ラジオ：17:25 - 17:55[5]
- 静岡放送：18:00 - 18:30[6]
- 東北放送：18:15 - 18:45[7]